# La famiglia Bradford: Festa di compleanno
La famiglia Bradford: Festa di compleanno (Eight Is Enough: A Family Reunion) è un film televisivo del 1987 diretto da Harry Harris.
Il film è il primo di due film reunion de La famiglia Bradford.

## Trama
Sono passati alcuni anni e tutti i Bradford, ad eccezione di Nicholas, hanno lasciato la casa natia di Sacramento e si sono fatte delle loro vite. In occasione del cinquantesimo compleanno del capofamiglia Tom, tutta la famiglia Bradford si riunisce.

## Cast
Nel film Mary Frann interpreta il ruolo di Abby Bradford sostituendo Betty Buckley che era impegnata in Europa con le riprese del film Frantic.